# Horninglow and Eton
Horninglow and Eton est une paroisse civile du Staffordshire, en Angleterre.